# Спайдел, Джон
Джон Спа́йдел (годы деятельности 1600—1634) — английский математик и педагог.
Наиболее известен своей, первой в истории, таблицей натуральных логарифмов.

## Биография и научная деятельность
Из биографии Спайдела известно только, что он работал учителем математики в Лондоне. Он был одним из первых последователей Джона Непера и первым публикатором натуральных логарифмов.
В 1619 году Спайдел опубликовал книгу под названием «Новые логарифмы, первое изобретение которых принадлежит достопочтенному лорду Джону Неперу, барону Мерчистона». В этом труде он привёл таблицу пятизначных натуральных логарифмов синусов, тангенсов и секансов. При переиздании таблицы в 1622 году он добавил приложение с натуральными логарифмами целых чисел от 1 до 1000.
Вместе с Уильямом Отредом и Ричардом Норвудом Спайдел способствовал утверждению общепринятых сокращений символов тригонометрических функций.
Спайдел опубликовал также учебники по арифметике и геометрии.
Вторая книга первого русского рукописного учебника по геометрии, так называемая «Синодальная № 42», содержит почти полный перевод его учебника «Geometricall extraction, or a compendious collection of the chiefe and choise problemes, collected of the best and latest Writers, whereunto is added about 30 Problemes of the autors invention», L., 1616.